# Treball col·laboratiu
El treball col·laboratiu és una expressió que designa la suma d'esforços d'un grup per assolir una meta comuna. Avui se'l diferencia del simple treball en equip o cooperatiu per l'autonomia de què gaudeix cadascun dels membres implicats en la tasca, per no basar-se en l'organització jeràrquica tradicional, per utilitzar abundantment les tecnologies de la informació i la comunicació (TIC) i perquè sovint, però no sempre, es realitza sense compensació financera.
El terme s'usa preferentment en l'àmbit educatiu, en el treball en xarxa a Internet i en determinades formes d'organització empresarial. Encara que es pot dur a terme de manera presencial, aquesta denominació sol referir-se a projectes realitzats amb tecnologies específiques (groupware). Les normes de conducta poden ser imposades des del principi per una autoritat externa o més freqüentment consensuades pels participants i poden canviar durant la tasca per aprofitar les idees que sorgeixin dels grups. Totes les persones que treballen col·laborativament accepten de manera voluntària aquestes normes de funcionament perquè creuen que beneficien el procés general.
El treball col·laboratiu acostumen a dur-lo a terme individus amb diversitat de coneixements i sovint també d'implicació, tot i que la responsabilitat final de l'assoliment dels objectius fixats recau en tots els membres i va més enllà de la suma de les responsabilitats individuals. Com tot treball col·lectiu, aquest mètode no implica necessàriament més eficàcia o més velocitat; el resultat dependrà de la motivació dels participants, del seu nombre, del temps que poden dedicar-hi i de les seves habilitats. En canvi té l'avantatge d'associar les diverses capacitats de creació dels seus actors i així, potencialment, d'aprofitar al màxim els recursos disponibles d'un grup.

## Altres definicions
Alexandre López en dona aquesta definició: treball col·laboratiu és «el producte obtingut a partir de la suma de petites aportacions que el fan quantitativament i qualitativament millor que si hagués estat fet per separat, si és que per separat s'hagués pogut dur a terme. És evident que treballar de manera col·laborativa implica unes perspectives diferents i unes pràctiques que requereixen una voluntat manifesta de voler-ho fer. Així, Fetzer (2003) en un article reflexiona sobre el que comporta la recerca col·laborativa i rebla el clau en un aspecte important, el psicològic, és a dir, entendre el guany de compartir. Així, doncs, la col·laboració és també una manera de treballar fins i tot abans que la creació d'un producte».

## Història
Treballar en col·laboració, és a dir segons «un procés iteratiu en què dues o més persones o organitzacions treballen conjuntament cap a un objectiu comú, mitjançant l'intercanvi de coneixements, l'aprenentatge i la creació de consens», és un fenomen humà que sempre ha existit: ja era ben present en les societats dites «primitives», així com en la creació dels gremis a l'Europa medieval o les cooperatives iniciades a Catalunya a finals del segle xix. La novetat rau actualment en el fet que noves eines, basades en les TIC i els nous entorns geopolítics com la globalització, han permès que aflorin nous tipus de treballs col·laboratius impensables fa vint anys.
Així, amb l'aparició d'Internet, als anys 1990, i sobretot del web 2.0 des del 2006, el treball col·laboratiu ha agafat una dimensió de massa que li ha conferit un poder fins aleshores desconegut, i que ràpidament s'ha aplicat en els dominis més diversos.
El 2002, el professor Yochai Benkler de la Facultat de Dret de la Universitat Harvard va introduir el terme «producció paritària» (en anglès: 'commons-based peer production') per definir les característiques d'aquest treball col·laboratiu modern. Segons ell, aquestes noves formes extensives de col·laboració poden tenir conseqüències transformadores per a l'economia i la societat, ja que es caracteritzen per no tenir en compte els dictats del mercat. Planteja, per exemple, que una cultura en què la informació es compartís lliurement podria ser més eficient econòmicament que una altra en què la innovació sovint es veu dificultada per les lleis de patents o de copyright, ja que el cost de reproducció de la major part de la informació seria pràcticament nul.
El 2006, l'especialista canadenc en estratègia comercial Don Tapscott parla de la «wikinomia», o wikieconomia, i considera que es tracta d'un nou comportament capaç de transformar totes les estructures econòmiques tradicionals. El 2008, en el seu llibre Grown Up Digital: How the Net Generation is Changing Your World, fa notar que l'ús de les noves eines col·laboratives entre les mans dels joves poden fer canviar el món i les seves institucions.

## Exemples de treball col·laboratiu

### En l'educació
En el camp educatiu el treball col·laboratiu es refereix tant als treballs en equip, a l'aprenentatge cooperatiu, com a aquells grups que estan dissenyats per evolucionar plegats, seguint les teories de l'aprenentatge social. En aquests grups el rol del professor accentua el seu paper de mediador i no aporta el coneixement ja donat sinó que proposa problemes o vies de recerca perquè els estudiants construeixin el seu propi saber, per vies no previstes des del començament. Aquest grup pot esdevenir una comunitat d'aprenentatge.
Igualment hi ha projectes que utilitzen la tecnologia wiki de manera benèvola per a traduir llibres de text en llengües minoritàries per a països del Tercer Món, com per exemple a l'Afganistan.

### A les empreses
Les empreses fan servir mètodes col·laboratius en el seu funcionament intern, com ara la repartició de fitxers a través d'una xarxa d'ordinadors interna (LAN), les videoconferències i d'altres. Però també existeixen fenòmens com la innovació oberta, en què les empreses demanen la col·laboració d'agents exteriors per millorar llur creativitat, la wikieconomia amb la seva noció de «prosumidor» o «consumidor-productor», o l'adhocràcia aplicada a les relacions comercials.

### A Internet
L'expansió mundial d'Internet i les millores tecnològiques de què ha gaudit han estat elements clau del gran desenvolupament d'un treball col·laboratiu multiforme durant aquest principi del segle xxi. El web 2.0 i els groupware han posat a l'abast d'una part significativa de la humanitat eines d'ajuda mútua que han modificat costums i comportaments. El treball cooperatiu assistit per ordinador (de l'anglès computer supported cooperative work) ha permès reorganitzar la gestió de documents, dur a terme projectes diversos de gran envergadura i difondre de manera gratuïta la informació i el coneixement.
Alguns exemples de projectes que utilitzen el mètode col·laboratiu a Internet són:
- Les xarxes socials, capaces de vehicular informació de manera instantània arreu del món
- Els projectes de repartició del coneixement, com la Viquipèdia, enciclopèdia en línia millorable contínuament pels mateixos usuaris
- Els programaris lliures com Linux, sistema operatiu informàtic
- Les xarxes d'igual a igual per a compartir fitxers
- Els llocs d'Informació Geogràfica Voluntària com OpenStreetMap, amb mapes de contingut lliure
- Slashdot (o PuntBarra), lloc web de notícies tecnològiques
- Distributed Proofreaders, relectura de textos per al Projecte Gutenberg
- SETI@home, projecte de recerca de proves de vida extraterrestre
- SourceForge, organització de desenvolupament de programaris lliures
- Clickworkers, programa de ciència ciutadana
- Appropedia, web de consells per a un bon desenvolupament utilitzant «tecnologies apropiades»

### Altres camps
El món científic també fa servir eines col·laboratives, sobretot el sector implicat en les anomenades ciències ciutadanes o ciències participatives. Per exemple, s'han fet estudis d'aquest tipus sobre els efectes del canvi climàtic, l'observació de la fauna present en l'hàbitat humà o l'evolució de la població d'estornells a Anglaterra. A Catalunya, molts ciutadans participen en les emissions de televisió sobre el temps enviant fotos o dades sobre les temperatures o la quantitat de pluja recollida.
En l'àmbit del periodisme també s'integra aquest tipus de funcionament; per exemple, certes cadenes de televisió com la d'informació contínua France 24 han creat espais específics on cadascú pot carregar imatges i filmacions amateurs per a il·lustrar les notícies. Igualment, tant la premsa com els mitjans audiovisuals inclouen seccions de tipus fòrum on els internautes poden comentar notícies o fins i tot exposar-les en primícia.
La política també s'ha interessat per aquest fenomen amb conceptes com el «govern electrònic» o la «ciberdemocràcia», que pretenen millorar la gestió governamental i els processos democràtics gràcies a les TIC.